# Cindy Hope
Cindy Hope (Budapest, 22 de agosto de 1985) es una actriz pornográfica y modelo erótica húngara retirada.

## Carrera
Klaudia entró en el mundo del entretenimiento para adultos en 2006. Al principio de su carrera solo realizaba escenas lésbicas y en solitario, pero meses más tarde decidió realizar escenas hardcore. Cindy adquirió fama haciendo escenas para las categorías de facial y tríos. En 2008 realizó su primer gang bang en una de las escenas de la película Cindy Hope is Fresh on Cock, que se filmó junto a otros cuatro actores. En una entrevista que se le hizo a la actriz para un blog, mencionó que le gusta el sexo duro y que tiene orgasmos reales durante la filmación de las escenas.
Hope realizó la mayor parte de su carrera en Hungría, trabajó frecuentemente con las estrellas porno Blue Angel, Peaches, Sandy, Sophie Moone y Zafira. En los Estados Unidos filmó algunas escenas y películas para las compañías pornográficas Bang Bros, Brazzers, Mofos, Reality Kings, entre otras. Cindy rodó más de 500 películas pornográficas a lo largo de su carrera, y es una de las actrices de cine para adultos más reconocidas de Hungría.

## Premios y nominaciones
| Año  | Premio             | Resultado | Categoría                                               | Película                     |
| ---- | ------------------ | --------- | ------------------------------------------------------- | ---------------------------- |
| 2009 | Premios AVN        | Nominada  | Mejor escena de sexo en grupo de chicas                 | Top Wet Girls                |
| 2009 | Premios Viv Thomas | Nominada  | Nena del año                                            | —                            |
| 2010 | Premios AVN        | Nominada  | Artista femenina extranjera del año                     | —                            |
| 2010 | Premios AVN        | Nominada  | Mejor escena de sexo de chicas en pareja                | Intimate Contact 2           |
| 2010 | Premios AVN        | Nominada  | Mejor escena de sexo de chicas en trío                  | Cindy Hope Is Fresh On Cock  |
| 2011 | Premios AVN        | Nominada  | Artista femenina extranjera del año                     | —                            |
| 2011 | Premios AVN        | Nominada  | Mejor escena de sexo de chicas en pareja                | Budapest                     |
| 2011 | Premios Viv Thomas | Nominada  | Nena del año                                            | —                            |
| 2011 | Premios XBIZ       | Nominada  | Artista femenina extranjera del año                     | —                            |
| 2012 | Premios XBIZ       | Nominada  | Artista femenina extranjera del año                     | —                            |
| 2013 | Premios AVN        | Nominada  | Mejor escena de sexo en una producción extranjera       | Brazzers Worldwide: Budapest |
| 2013 | Premios XBIZ       | Nominada  | Artista femenina extranjera del año                     | —                            |
| 2014 | Premios AVN        | Nominada  | Artista femenina extranjera del año                     | —                            |
| 2019 | Premios AVN        | Nominada  | Mejor escena de sexo de chicas de producción extranjera | Lovers in Lingerie           |